# Unechte Karettschildkröte

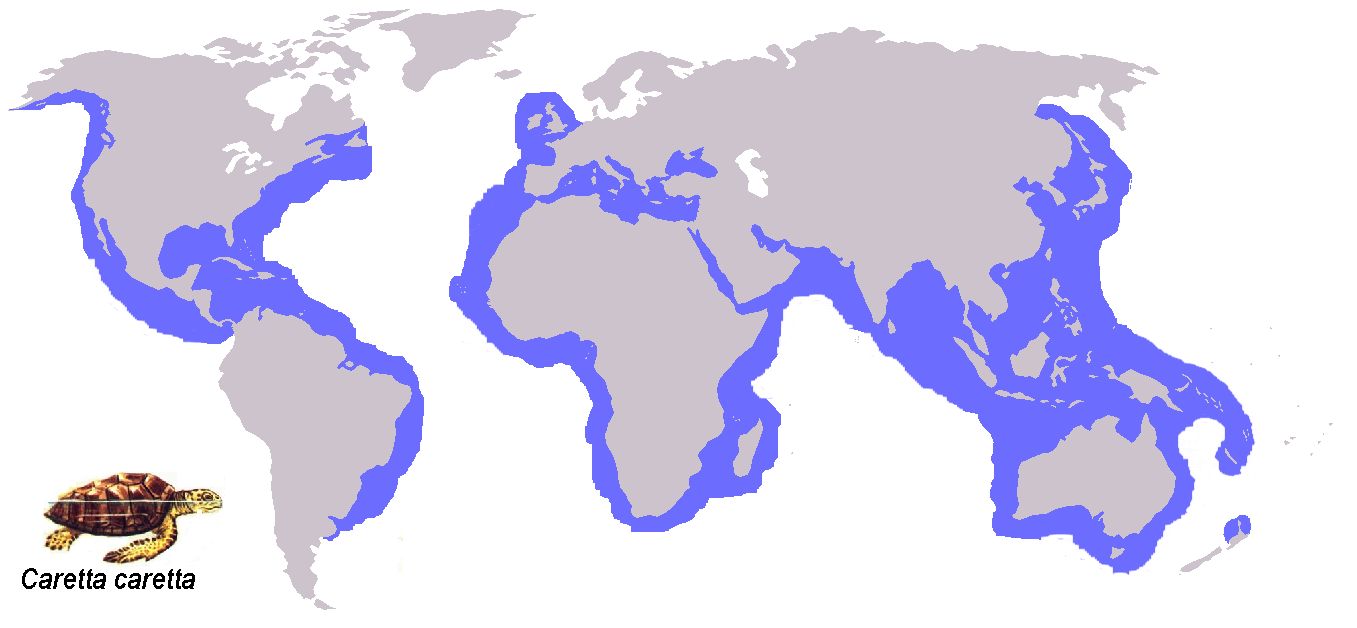
Verbreitungsgebiet

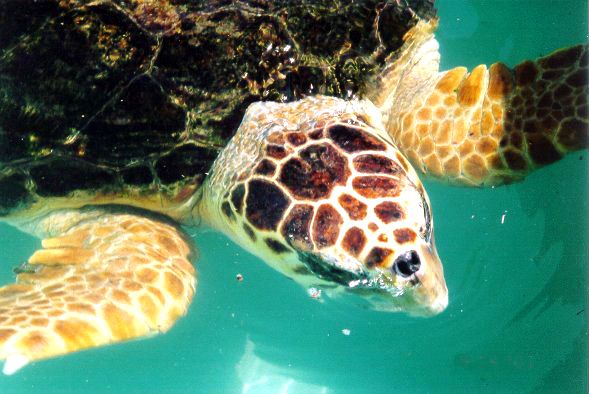
Unechte Karettschildkröte

Die Unechte Karettschildkröte (Caretta caretta) ist eine Vertreterin der Meeresschildkröten und stellt wahrscheinlich die bekannteste und die häufigste dieser Gruppe dar. Die meisten Erkenntnisse über Meeresschildkröten im Allgemeinen stammen aus Forschungsarbeiten über diese Art.

## Merkmale
Bei der Unechten Karettschildkröte wird der Rückenpanzer (Carapax) bis zu 160 Zentimeter lang. Sie erreicht ein Gewicht von bis zu 110 Kilogramm. Die Grundfärbung des Tieres ist rotbraun, erwachsene Tiere bekommen einen gelbbraunen Bauchpanzer. Von der Echten Karettschildkröte (Eretmochelys imbricata) unterscheidet sie sich durch einen dickeren Kopf mit mächtigeren Kiefern und fünf anstatt vier Paar Rippenschilde.
Die Männchen sind daran erkennbar, dass sie über einen längeren Schwanz sowie über längere und gebogene Krallen verfügen. Ihr Plastron ist etwas kürzer. Ihr Carapax ist stärker abgeflacht und breiter.
Eine Studie an frei lebenden Unechten Karettschildkröten erbrachte Hinweise darauf, dass die Tiere dieser Art einen Magnetsinn besitzen.

## Verbreitung
Die Unechte Karettschildkröte ist in allen tropischen und subtropischen Meeren zu finden, einschließlich des Mittelmeeres. Die Weibchen vergraben ihre Eier an Sandstränden, unter anderem auf Zakynthos in der Bucht von Laganas, auf Kefalonia am Strand von Mounda wie auch auf Zypern in der Lára-Bucht und am Strand von Anamur/Südtürkei. 2019 wurden erstmals Jungtiere auf Playa d’en Bossa, Ibiza und 2023 auf Mallorca in der Bucht von Palma beobachtet. Im September 2024 wurde im Guardian mit Bezugnahme auf den WWF berichtet, dass wie schon in Italien auch auf dem Sekania-Strand auf Zakynthos und anderen Plätzen Griechenlands 2023 und 2024 ein Ansteigen der Nesterzahl und überlebenden geschlüpften Jungtieren beobachtet wurde.
Im Jahr 2024 wurde eine Schildkröte an der Küste von Sylt in Deutschland entdeckt.

### Unterarten fraglich
Von der Art sind zwei Unterarten bekannt, die Caretta caretta caretta und die Caretta caretta gigas. Letztere Unterart ist im Indopazifik beheimatet. Einige Autoren halten eine Unterscheidung von Unterarten bei der Unechten Karettschildkröte für nicht gerechtfertigt.

## Ernährung
Die Nahrung der Tiere besteht vor allem aus Krebsen, Kopffüßern, Quallen, Seeigeln und anderen Tieren, aber sie fressen auch Seegras. In Mägen von untersuchten Unechten Karettschildkröten wurden allerdings auch schon Schlüpflinge der eigenen Art gefunden.

## Fortpflanzung
Die Paarung findet meist an der Wasseroberfläche statt. Die Weibchen legen mehrere Gelege, die jeweils zwischen 23 und 178 Eier umfassen. Der Abstand zwischen den einzelnen Eiablagen beträgt zwischen 12 und 23 Tagen. Die Eier sind rund und haben eine lederartige Schale. Die Inkubationszeit ist abhängig von der Umgebungstemperatur und beträgt zwischen 49 und 80 Tagen. Die größte bekannte Nistkolonie dieser Schildkrötenart findet sich auf der Insel Masirah, die zum Sultanat von Oman gehört. Dort legen durchschnittlich 30.000 Unechte Karettschildkröten jedes Jahr Nistgruben an.

## Gefährdung und Schutz
Aufgrund ihres Fleisches, ihrer Eier, ihres Fettes (für Kosmetika oder als potentielles Heilmittel) und des Schildpatts wurden die Unechten Karettschildkröten intensiv bejagt, bis ihre Populationen zusammenbrachen. Heute sind beide Unterarten vom Aussterben bedroht und stehen durch das Washingtoner Artenschutz-Übereinkommen unter internationalem Schutz. Derzeit geht die Hauptgefahr für die Tiere von den Schleppnetzen der Krabbenfischer aus, denen jährlich viele zum Opfer fallen. International bemühen sich Tierschützer und Organisationen um das Überleben der Art, unter anderem durch die Bewachung von Eiablagestränden wie in der Türkei, auf Zakynthos (Griechenland) oder in Costa Rica. Im Jahr 2006 fand zum ersten Mal an der 18 Kilometer langen Küste des Ortes Anamur in der Südtürkei ein derartiges Programm statt und zur Überraschung aller Beteiligten konnten über 600 Gelege geschützt werden.
Auf den Kapverdischen Inseln sind die Schildkröten ebenfalls durch Jäger bedroht. Die Turtle Foundation patrouilliert die Niststrände, um den Erhalt des Bestandes zu sichern. Seaturtle.org stattet gerettete Schildkröten mit Sendern aus, um ihre Wanderwege zu studieren. So z. B. die „Salina“ genannte Unechte Karettschildkröte, die 2021 von einem portugiesischen Fischer in einem Netz gefunden wurde. Zoomarine Centro De Reabilitação De Espécies Marinhas in Porto d’Abrigo pflegte das Tier über ein Jahr und entließ es im Juli 2022 bei Faro in den Atlantik. Auch Großprojekte, wie der ehemals geplante, aber nicht gebaute Containerhafen bei Tymbaki auf Kreta bedrohen den Bestand durch Zerstörung des Lebensraumes.
Die Unechte Karettschildkröte wird von der Europäischen Union in den Anhängen II und IV der FFH-Richtlinie als prioritäre Art geführt und gilt damit als streng zu schützende Art von gemeinschaftlichem Interesse, für deren Erhaltung von den Mitgliedsstaaten besondere Schutzgebiete ausgewiesen werden müssen.

## Name
Der Ursprung des Namens ist nicht klar belegt. Die Autoren Rüdiger Wittig und Manfred Niekisch verweisen auf Gattungen wie Pseudemydura (Falsche Spitzkopfschildkröte ) oder Pseudoryx (falsche Oryx) und erläutern, dass der Wortbestandteil „Pseud“, beschreibt, wie eine Art einem anderen, bekannten Taxon ähnelt und daher eventuell fälschlich dafür gehalten werden kann. Ähnlich sei dieses bei deutschen Namen wie eben „Unechte Karettschildkröte“ oder auch „Falsche Korallenschlange“.